# Boiga westermanni
Boiga westermanni is een slang uit de familie toornslangachtigen en de onderfamilie Colubrinae.

## Naam en indeling
De wetenschappelijke naam van de soort werd voor het eerst voorgesteld door Johannes Theodor Reinhardt in 1863. Het was lange tijd de enige uit het monotypische -maar niet meer erkende- geslacht Elachistodon.

## Levenswijze
Het voedsel bestaat voornamelijk uit eieren, de bek kan zeer wijd worden geopend zodat eieren ter grootte van een kippenei in één keer kunnen worden verzwolgen. De slang heeft stekels aan de binnenzijde van de nekwervels, welke hij kan uitsteken tot in de slokdarm, om zo het ei te breken. De inhoud van het ei wordt er uit geknepen en de resten van de eischaal worden later uitgespuugd.

## Verspreiding en habitat
Boiga westermanni komt voor in delen van Azië en leeft in de landen Bangladesh, India en Nepal.
De habitat bestaat uit droge en vochtige tropische en subtropische bossen en tropische en subtropische scrublands. Ook in door de mens aangepaste streken zoals stedelijke gebieden kan de slang worden aangetroffen. De soort is aangetroffen op een hoogte van ongeveer veertig tot duizend meter boven zeeniveau.

## Beschermingsstatus
Door de internationale natuurbeschermingsorganisatie IUCN is de beschermingsstatus 'veilig' toegewezen (Least Concern of LC).